# Metamynoglenes gracilis
Metamynoglenes gracilis là một loài nhện trong họ Linyphiidae.
Loài này thuộc chi Metamynoglenes. Metamynoglenes gracilis được A. David Blest miêu tả năm 1979.